# Wenzbach
Wenzbach är en 1 kilometer lång flod i Pullach im Isartal i Bayern.
Den 16 oktober avrättades tio krigsförbrytare i Nürnberg. Dagen därpå ströddes deras aska, samt Hermann Görings, i denna flod.